# 国家科学技術諮問会議
国家科学技術諮問会議（こっかかがくぎじゅつしもんかいぎ、Presidential Advisory Council on Science ＆ Technology）は大韓民国憲法第127条
に基づき1991年3月8日に制定された「国家科学技術諮問会議法」により設立された大韓民国大統領直属の諮問機関かつ憲法機関。

## 役割
科学技術の発展戦略と主要政策、科学技術分野の制度改善などに関して大統領の諮問に応じることを任務とする。

## 沿革
- 1987年10月29日 - 第9次憲法により科学技術諮問会議の設置が可能となる。
- 1989年6月5日-1990年12月31日 - 一時的に科学技術諮問会議の設置・運営する。
- 1991年3月8日 - 国家科学技術諮問会議の設置を骨子とする「国家科学技術諮問会議法」制定。
- 1991年5月28日 - 大統領諮問機関・国家科学技術諮問会議発足。
- 2004年3月22日 - 「国家科学技術諮問会議法」を全文改正し、委員長を議長に改称して大統領がこれを兼任し、委員の定員を11人から30人以内に変更。

## 組織
委員は大統領である議長1人と副議長1人を含めた30人以内の委員から構成される（国家科学技術諮問会議法第3条）。
専門的な調査研究を行うための産学官の20名以内の専門委員と支援団（事務局）を置く。
諮問会議の下に分科会を置く（2015年1月時点では科学技術基盤分科会、未来戦略分科会、創造経済分科会を置いている）。